# Flirt (film, 1983)
Pour les articles homonymes, voir Flirt et Flirt (homonymie).
Pour plus de détails, voir Fiche technique et Distribution.
Flirt est un film italo-français réalisé par Roberto Russo, sorti en 1983.

## Fiche technique
- Titre : Flirt
- Réalisation : Roberto Russo
- Scénario : Roberto Russo, Silvia Napolitano et Monica Vitti
- Photographie : Luigi Kuveiller
- Montage : Alberto Gallitti
- Musique : Francesco De Gregori
- Pays d'origine :  Italie -  France
- Genre : drame
- Date de sortie : 1983

## Distribution
- Jean-Luc Bideau : Giovanni Landini
- Monica Vitti : Laura
- Alessandro Haber : Amerigo
- Marina Confalone
- Eros Pagni